# Molophilus padmuri
Molophilus padmuri är en tvåvingeart som beskrevs av Günther Theischinger 1992. Molophilus padmuri ingår i släktet Molophilus och familjen småharkrankar. Inga underarter finns listade i Catalogue of Life.